# San Felipe de los Herreros
San Felipe de los Herreros är en ort i Mexiko.   Den ligger i kommunen Charapan och delstaten Michoacán de Ocampo, i den södra delen av landet, 300 km väster om huvudstaden Mexico City. San Felipe de los Herreros ligger 2 246 meter över havet och antalet invånare är 1 898.
Terrängen runt San Felipe de los Herreros är kuperad. Runt San Felipe de los Herreros är det ganska tätbefolkat, med 239 invånare per kvadratkilometer. Närmaste större samhälle är Paracho de Verduzco, 14,2 km öster om San Felipe de los Herreros. I omgivningarna runt San Felipe de los Herreros växer i huvudsak blandskog.